# 阿祖奧拉斯·圖別利斯

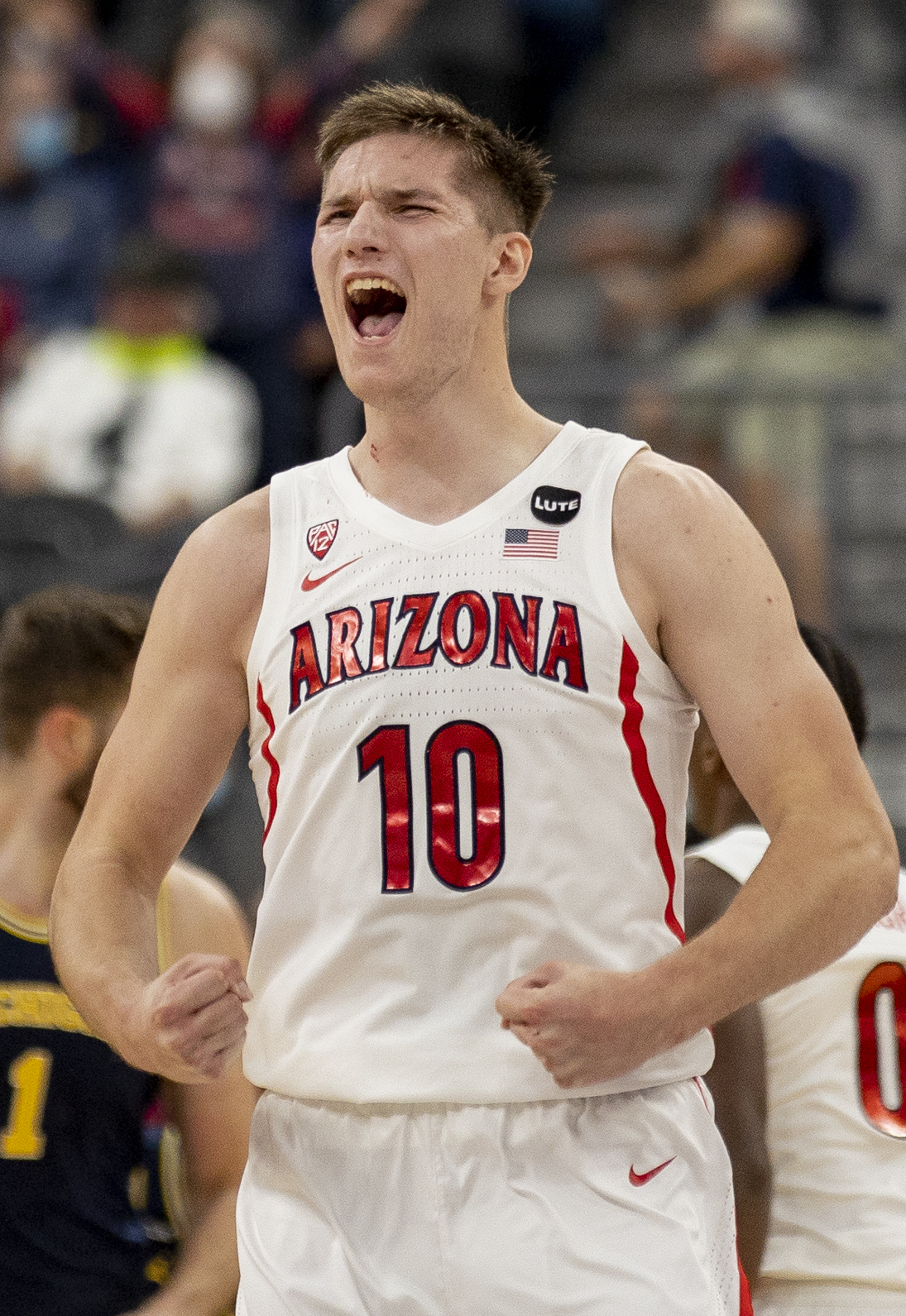

阿祖奧拉斯·圖別利斯（2002年3月22日—），是立陶宛的一位職業籃球運動員，現在效力於立陶宛籃球聯賽的利杜禾斯隊。他也是立陶宛國家男子籃球隊的成員。

## 外部連結
- Arizona Wildcats bio （页面存档备份，存于）
- 阿祖奧拉斯·圖別利斯在fiba.basketball（英语）
- 阿祖奧拉斯·圖別利斯在archive.fiba.com（archived）（英语）
- 阿祖奧拉斯·圖別利斯在歐洲籃球聯賽（英语）
- 阿祖奧拉斯·圖別利斯在Basketball-Reference.com（NBA）（英语）
- 阿祖奧拉斯·圖別利斯在Sports-Reference.com（NCAA）（英语）
- 阿祖奧拉斯·圖別利斯在Eurobasket.com（球員）（英语）
- 阿祖奧拉斯·圖別利斯在RealGM（英语）
- 阿祖奧拉斯·圖別利斯在Proballers（英语）